# Lancia Thesis
Lancia Thesis var en bilmodel fra Lancia, som blev produceret fra 2002 til 2009.
Den afløste Lancia Kappa, og fandtes i modsætning til denne kun i én karrosseriform, nemlig 4-dørs sedan.
Motorprogrammet omfattede 5- og 6-cylindrede benzinmotorer samt 5-cylindrede dieselmotorer.
Produktionen af Thesis ophørte i sommeren 2009. En afløser, Lancia Thema, kommer på markedet i løbet af 2011.

## Tekniske specifikationer[1]
| Model                           | Cylindre                        | Ventiler                        | Slagvolume cm³                  | Effekt                          | Effekt                          | Effekt                          | Drejningsmoment                 | Drejningsmoment                 | 0-100 km/t                      | Topfart                         |
|                                 |                                 |                                 |                                 | kW                              | hk                              | omdr.                           | Nm                              | omdr.                           |                                 |                                 |
| Thesis-modeller med benzinmotor | Thesis-modeller med benzinmotor | Thesis-modeller med benzinmotor | Thesis-modeller med benzinmotor | Thesis-modeller med benzinmotor | Thesis-modeller med benzinmotor | Thesis-modeller med benzinmotor | Thesis-modeller med benzinmotor | Thesis-modeller med benzinmotor | Thesis-modeller med benzinmotor | Thesis-modeller med benzinmotor |
| ------------------------------- | ------------------------------- | ------------------------------- | ------------------------------- | ------------------------------- | ------------------------------- | ------------------------------- | ------------------------------- | ------------------------------- | ------------------------------- | ------------------------------- |
| 2.0 Turbo                       | 5                               | 20                              | 1998                            | 136                             | 185                             | 5500                            | 308                             | 2200                            | 8,9                             | 224                             |
| 2.4                             | 5                               | 20                              | 2446                            | 125                             | 170                             | 6000                            | 226                             | 2500                            | 9,5                             | 217                             |
| 3.0                             | 6                               | 24                              | 2959                            | 158                             | 215                             | 6300                            | 263                             | 5000                            | 9,2                             | 234                             |
| 3.2                             | 6                               | 24                              | 3179                            | 169                             | 230                             | 6200                            | 289                             | 4800                            | 8,8                             | 240                             |
| Thesis-modeller med dieselmotor |                                 |                                 |                                 |                                 |                                 |                                 |                                 |                                 |                                 |                                 |
| 2.4 JTD                         | 5                               | 10                              | 2387                            | 110                             | 150                             | 4000                            | 305                             | 1800                            | 10,1                            | 206                             |
| 2.4 Multijet                    | 5                               | 20                              | 2387                            | 125                             | 170                             | 4000                            | 380                             | 2000                            | 9,8                             | 225                             |
| 2.4 Multijet                    | 5                               | 20                              | 2387                            | 136                             | 185                             | 4000                            | 330                             | 1750                            | 9,7                             | 222                             |